# همفري تريفليان
همفري تريفيليان ، بارون تريفيليان (27 نوفمبر (تشرين الثاني) 1905 - 9 فبراير (شباط) 1985) كان إداريًا استعماريًا بريطانيًا ودبلوماسيًا وكاتبًا. بعد أن بدأ حياته المهنية في الخدمة المدنية الهندية والخدمة السياسية الهندية، انتقل إلى السلك الدبلوماسي لصاحبة الجلالة بعد استقلال الهند في عام 1947، وتميّز في حياته المهنية فتولّى منصب السفير في العديد من السفارات ذي الأهمية.

## السيرة الشخصية
وُلد تريفيليان في بيت القسيس، هيندهيد، ساري، الابن الأصغر للقس جورج تريفليان، حفيد المبجل جورج تريفليان، رئيس شمامسة تونتون، الابن الثالث للسير جون تريفيليان، بارونيت الرابع. كان شقيقه الأكبر جون تريفليان أمينًا لمجلس إدارة المجلس البريطاني لتصنيف الأفلام. كان المؤرخ جورج ماكولاي تريفيليان ابن عم ثانٍ.
تلقى تعليمه في لانس في جنوب إنكلترا و كلية اليسوع جامعة كامبريدج، حيث قرأ الكلاسيكيات. بعد كامبريدج، انضم تريفيليان إلى الخدمة المدنية الهندية في عام 1929، وانتقل إلى الخدمة السياسية الهندية في عام 1932.
خدم في الهند حتى الاستقلال في عام 1947، ثم انتقل إلى السلك الدبلوماسي لصاحبة الجلالة. شغل العديد من المناصب الدبلوماسية الرئيسية، بما في ذلك القائم بالأعمال في بكين بعد الثورة، والسفير في مصر في زمن السويس، سفيرًا في العراق أيام أزمة الكويت عام 1961، وهي أول محاولة عراقية لضم الكويت. وسفيرا لدى الاتحاد السوفيتي. عند تقاعده في عام 1965 ، عُرض عليه منصب الوكيل الدائم للدولة للشؤون الخارجية، لكنه رفض ذلك لأنه كان يرى أن المنصب ينبغي أي يكون لمن هو أصغر منه.
أكمل أربعين عامًا من الخدمة العامة كآخر مفوض سام في عدن، بعد أن أقنعه وزير الخارجية جورج براون بالتقاعد، حيث أنهى الحماية البريطانية وأشرف على الانسحاب البريطاني مما كان محمية عدن وأصبح اليمن الجنوبي.
كتب تريفليان عددًا من الكتب حول حياته المهنية، بما في ذلك كتاب الهند التي تركناها (The India We Left) وكتاب الشرق الأوسط في الثورة (The Middle East in Revolution).
في 12 فبراير (شباط) 1968، تم ترقيته إلى مجلس اللوردات كنظير مدى الحياة بلقب بارون تريفيليان، من سانت فيب في مقاطعة كورنوال. 
تزوج تريفيليان عام 1937 من فيوليت مارغريت (بيجي) بارثولوميو، الابنة الوحيدة للجنرال السير ويليام هنري بارثولوميو، وأنجبت له ابنتان.قالب:Infobox COA wide